# Symphonie Brillante (Gotkovsky)
Symphonie Brillante is een compositie voor harmonieorkest van de Franse componiste Ida Gotkovsky. Het stuk is geschreven in opdracht van van het Wereld Muziek Concours (WMC) te Kerkrade als verplicht werk voor harmonieorkesten uitkomend in de concertafdeling tijdens het 11e WMC van 30 juni tot 23 juli 1989.
Het werk is op cd opgenomen door het Nationaal Jeugd Harmonie Orkest onder leiding van Jan Coberen door het Groot Harmonieorkest van de Belgische Gidsen onder directie van Norbert Nozy.